# Marina Cobelligerante Italiana
La Marina Cobelligerante Italiana, anche Regia Marina Cobelligerante, detta, informalmente, Marina del Sud, fu la marina militare del Regno d'Italia schierata in combattimento al fianco degli Alleati di stanza nel Sud-Italia dopo 8 settembre 1943.

## L'armistizio e le prime reazioni
A seguito dell'armistizio la Regia Marina non si disgregò, nonostante lo sbandamento provocato dagli eventi, dando esempio di grande disciplina. Per adempiere alle disposizioni di Supermarina l'ammiraglio Carlo Bergamini, s'imbarcò sull'ammiraglia della flotta italiana, la nave da battaglia Roma, al cui comando c'era il capitano di vascello Adone Del Cima, e con essa partì dalla Spezia con la flotta da combattimento al fine di unirsi agli Alleati con tutte le sue navi, eseguendo così le disposizioni armistiziali. Durante la navigazione, tuttavia, aerei tedeschi attaccarono la flotta italiana affondando la Roma. Bergamini e gran parte dell'equipaggio morirono nell'attacco.
Dopo l'armistizio per mesi i marinai resistettero, operando sulle unità e a terra, all'attacco delle forze armate tedesche: a Roma, Genova, Livorno, Bastia, La Maddalena, Piombino, Portoferraio, Napoli, Castellammare di Stabia, Bari, Spalato, Tivat, Cefalonia, Corfù, Rodi, Stampalia, Lero, e Samo. I caduti, nel solo mese di settembre, furono più di quattromila. La resistenza nel mar Egeo fu vinta solo nel novembre 1943.

## La partecipazione alla guerra di liberazione italiana
Un accordo di cobelligeranza e cooperazione con gli Alleati fece in modo che i marinai italiani potessero continuare a combattere, dando così un consistente contributo alla Guerra di liberazione italiana, operando in mare e partecipando alle operazioni sui fronte di terra. Molto attiva fu Mariassalto, che raccolse l'eredità della Xª Flottiglia MAS, effettuando varie azioni di sabotaggio, tra le quali gli affondamenti della portaerei Aquila (notte del 19 aprile 1945 da parte di un gruppo di incursori, tra cui il sottotenente di vascello Nicola Conte e il sottocapo Evelino Marcolini, nel porto di Genova) e dell'incrociatore Bolzano (operazione denominata "QWZ", nella notte del 21 giugno 1944 nel porto di La Spezia) e numerosi sbarchi di sabotatori italiani, inglesi e statunitensi dietro le linee.
Il primo reparto ad entrare ed a riprendere il controllo di Venezia, impedendo alcuni atti di sabotaggio tedesco, fu proprio un reparto di Nuotatori Paracadutisti del Reggimento "San Marco". Inoltre gli uomini del San Marco erano inquadrati come fanteria di marina nel gruppo di combattimento "Folgore", e con questa unità parteciparono alle operazioni terrestri della Guerra di liberazione italiana nel corso del 1945.

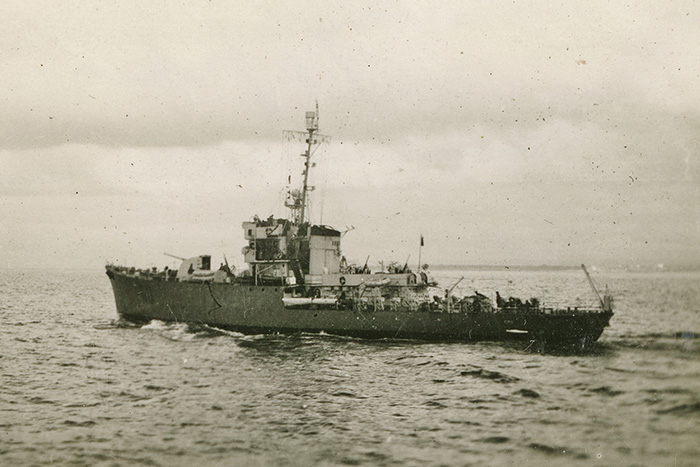
Gru, della classe Gabbiano, in navigazione durante la cobelligeranza

## La composizione
La composizione fu, in totale:
- cinque corazzate
- otto incrociatori
- n. 33 cacciatorpediniere di squadra,
- n. 39 sommergibili, * n. 12 motosiluranti (MAS) in Mariassalto,
- circa venti di torpediniere;
- n. 25 corvette della nuova classe Gabbiano;
- una nave appoggio idrovolanti (la Giuseppe Miraglia);
- n. 3 posamine.

Ad esse sono da quattro squadriglie di idrovolanti sotto il comando dell'Aeronautica Cobelligerante.